# Phyllodes fasciata
Phyllodes fasciata är en fjärilsart som beskrevs av Moore 1867. Phyllodes fasciata ingår i släktet Phyllodes och familjen nattflyn. Inga underarter finns listade i Catalogue of Life.